# 湯本隆英
湯本 隆英（ゆもと たかひで、1958年〈昭和33年〉9月22日 - ）は、日本の政治家。中野市長（2期）、元中野市議会議員（5期）。

## 来歴
長野県中野市出身。親は時計・眼鏡店を営んでいた。長野県飯山北高等学校卒業。1982年（昭和57年）3月、日本大学商学部卒業。卒業後、眼鏡光学の専門学校に2年間通った。
1990年（平成2年）10月25日、「メガネのユモト」第1号店を同市七瀬にオープンし、代表取締役に就く。
2002年（平成14年）、中野市議会議員に初当選。
2020年（令和2年）11月15日に行われた中野市長選挙に立候補し、現職の池田茂との一騎打ちを制し初当選した。11月23日、市長就任。
※当日有権者数：36,627人 最終投票率：47.31%（前回比：+0.59pts）
| 候補者名 | 年齢 | 所属党派 | 新旧別 | 得票数  | 得票率 | 推薦・支持 |
| -------- | ---- | -------- | ------ | ------- | ------ | ---------- |
| 湯本隆英 | 62   | 無所属   | 新     | 8,868票 | 51.63% |            |
| 池田茂   | 67   | 無所属   | 現     | 8,309票 | 48.37% |            |

2024年（令和6年）11月17日に行われた中野市長選挙で無職の川上博矛を破り再選。
※当日有権者数：35,288人 最終投票率：47.49%%（前回比：+0.18pts）
| 候補者名 | 年齢 | 所属党派 | 新旧別 | 得票数  | 得票率 | 推薦・支持 |
| -------- | ---- | -------- | ------ | ------- | ------ | ---------- |
| 湯本隆英 | 66   | 無所属   | 現     | 9,834票 | 59.06% |            |
| 川上博矛 | 68   | 無所属   | 新     | 6816票  | 40.94% |            |